# VersaEmerge
VersaEmerge és un grup de rock experimental originari de Port St. Lucie, Florida, als Estats Units. Està vinculada amb el segell Fueled By Ramen. Han fet 3 EPs que són: Cities Built on Sand, Perceptions i VersaEmerge EP. El seu album debut 'Fixed At Zero' es va llançar al públic el dia 22 de juny del 2010. VersaEmerge inicialment es deia My Fair Verona, però la banda es va trencar i dos dels fondadors van crear VersaEmerge, al qual posteriorment s'hi va afegir Sierra Kusterbeck, cantant de la banda.

## Cities Built On Sand (2005-2007)
La banda es va formar quan el guitarrista Blake Harnage i el bateria Anthony Martone eren a Secundaria. Inicialment, ells eren a una banda que es deia http://myspace.com/myfairverona
Quan My Fair Verona es va trencar, Harnage i Martone van formar la seva pròpia banda, la van anomenar Versaemerge amb referéncia als termins 'vice versa', que significaven oposat i el verb anglès 'emerge' que significava sortir a la superfície.
La banda va fer el seu primer EP, Cities Built On Sand el 2005, quan la banda estava composta per Spencer Pearson, Anthony James, Josh Center, Nick Osborne, Blake Harnage i Anthony Martone.
L'any següent, la vocalista actualment Sierra Kusterbeck va fer una audició per ser la cantant mitjançant un casting online on la gent enviaba els seus videos cantant. La majoria dels membres de la banda no creien que fos la indicada per la seva banda, pero Blake Harnage els va convèncer dient que era la perfecta vocalista, i va entrar en la banda el 2007.